# Occidozyga vittatus
Occidozyga vittata là một loài ếch thuộc họ Ranidae. Chúng là loài đặc hữu của Việt Nam.
Môi trường sống tự nhiên của chúng là sông ngòi, đầm nước, đầm nước ngọt, và đầm nước ngọt có nước theo mùa.